# Heteropora japonica
Heteropora japonica är en mossdjursart som beskrevs av Androsova 1965. Heteropora japonica ingår i släktet Heteropora och familjen Heteroporidae. Inga underarter finns listade i Catalogue of Life.